# Effondrement de la tour des pilotes du port de Gênes
L'effondrement de la tour des pilotes du port de Gênes a eu lieu le 7 mai 2013 à 23 h 55, quand un navire le Jolly Nero (it) est entré en collision avec l'édifice qui s'est ensuite effondré, provoquant la mort de 9 personnes. 

## Circonstances de l'accident
L'accident s'est produit dans la nuit du 7 au 8 mai 2013, dans des conditions météorologiques qui ne présageaient pas de difficultés de navigation. Le cargo Jolly Nero, de la compagnie Messina, était sur le point de quitter le port de Gênes pour Naples et avait déjà quitté le quai. Au cours d'une manœuvre reconstituée par l'enquête, les moteurs se sont coupés, le commandant et son équipage se sont fiés au fait que les machines reprendraient leurs activités en quelques secondes, sans se rendre compte qu'entre-temps le navire continuait de reculer finissant par s'écraser sur la tour de pilotage, la renversant et causant la mort de 9 personnes parmi les occupants de la tour. 
Un rapport d'expert du 18 juillet 2013 met en évidence que le navire, avec certains appareillages défectueux, se déplaçait à une vitesse excessive.

### Noms des victimes
- Francesco Cetrola, 38 ans
- Marco De Candussio, 44 ans
- Daniele Fratantonio, 30 ans
- Giovanni Iacoviello, 35 ans
- Davide Morello, 33 ans
- Giuseppe Tusa, 30 ans
- Michele Robazza, 44 ans
- Sergio Basso, 50 ans
- Mauro Potenza, 50 ans[2]

## Le procès
Michele Di Lecce, procureur général de Gênes, et Walter Cotugno, procureur général adjoint, ont accusé les imputés des crimes d'homicide involontaire et d'un manquement à la sécurité de  navigation. En particulier, non seulement le Jolly Nero aurait effectué une mauvaise manœuvre, mais le commandant et les autres officiers savaient que certains instruments à bord étaient hors d'usage (en particulier le compte-tours nécessaire pour contrôler le fonctionnement des moteurs) et que le Jolly Nero n'était pas en état de reprendre la mer. En outre, il y aurait eu une tentative d'altération de certaines données de la "boîte noire". L'accusation avait exigé la peine la plus lourde pour le commandant de la cargaison Roberto Paoloni, 20 ans et 7 mois, ainsi que 17 ans pour le directeur de la société Messina Gian Paolo Olmetti.
Le 17 mai 2017, le verdict a prononcé des peines diminué au moins de moitié par rapport aux demandes de l'accusation soit 8 ans et demi pour l'officier du Jolly Nero, 7 pour le pilote de bâbord et 4 ans et 2 mois pour le pilote du port Antonio Anfossi. Le délégué de la société Messina, propriétaire du Jolly Nero, Giampaolo Olmetti, a été acquitté et la compagnie condamnée à payer 1 000 000 euros.